# Ripper Crew
Die Ripper Crew oder die Chicago Rippers war eine Bande von Serienmördern, Kannibalen, Vergewaltigern und Nekrophilen, die in den 1980er Jahren in dem US-Bundesstaat Illinois aktiv war. Die Gruppe bestand aus Robin Gecht und drei Komplizen: Edward Spreitzer und die Brüder Andrew und Thomas Kokoraleis. Sie wurden verdächtigt, 1981 und 1982 in Illinois 17 Frauen ermordet zu haben, sowie einen Mann bei einer zufälligen Drive-by-Shooting getötet zu haben, die in keinem Zusammenhang mit den anderen Morden stand. Laut einem der Ermittler, der den Fall untersuchte, ließ Gecht „Manson wie einen Anfänger aussehen“.

## Bekannte Morde
Das erste Opfer der Bande war die 28-jährige Linda Sutton, die am 23. Mai 1981 entführt wurde. Zehn Tage später wurde ihre verstümmelte Leiche mit abgetrennter linker Brust auf einem Feld hinter einem Hotel gefunden. Es dauerte fast ein Jahr, bis die Bande wieder zuschlug. Am 15. Mai 1982 entführten sie Lorraine Borowski, gerade als sie in das Immobilienbüro eintreten wollte, in dem sie arbeitete. Ihre Leiche wurde fünf Monate später auf einem Friedhof in Clarendon Hills gefunden.
Am 29. Mai entführte die Gruppe nachts die 30-jährige Shui Mak aus Hanover Park. Mak, eine chinesische Einwanderin, hatte sich mit ihrem Bruder, der sie beide nach Hause fuhr, über die Heirat ihrer Schwester mit einem Amerikaner gestritten. Als der Streit eskalierte, ließ ihr Bruder Mak am Straßenrand zurück. Sie wurde dann von der Bande entführt, die sie mit rassistischen Beleidigungen verspottete und wiederholt schlug, bis sie bewusstlos wurde. Erst vier Monate später wurde Maks Leiche gefunden.
Zwei Wochen nach ihrer Entführung überfielen die Ripper Angel York, verbrachten sie in ihren Van, legten ihr Handschellen an, schnitten ihr in die Brust und warfen sie noch lebend aus dem Van. Yorks Beschreibung ihrer Angreifer führte zu keinen Verhaftungen.
Die Bande schlug danach zwei Monate lang nicht mehr zu. Am 28. August 1982 wurde die Leiche von Sandra Delaware am Ufer des Chicago River gefunden. Sie war erstochen und erwürgt worden und auch bei ihr war die linke Brust amputiert worden. Am 8. September wurde die 31-jährige Rose Davis in einer Gasse gefunden, mit fast identischen Verletzungen wie Delaware.
Am 6. Oktober 1982 schoss die Bande auf den 28-jährigen Rafael Tirado, einen lokalen Drogendealer, und seinen Freund, den 18-jährigen Alberto Rosario, in einer Telefonzelle bei einem zufälligen Drive-by-Shooting. Edward Spreitzer soll die Tat nach Aufforderung von Robin Gecht begangen haben. Rosario überlebte seine Verletzungen, während Tirado im Krankenhaus seinen Verletzungen erlag. Tirado war das einzige männliche Opfer der Bande.
Am selben Tag beging die Bande ihr letztes bekanntes Verbrechen. Robin Gecht lockte eine Prostituierte, Beverley Washington, in sein Auto, indem er ihr mehr Geld anbot, als sie verlangte. Sie wurde später an einer Eisenbahnstrecke gefunden. Zusätzlich zu anderen Verletzungen war ihre linke Brust entfernt worden, und ihre rechte Brust war schwer zerschnitten. Sie überlebte den Angriff und konnte Gecht sowie seinen Lieferwagen, in dem sich der Angriff ereignet hatte, beschreiben.
Die Männer waren auch Verdächtige im Fall des Verschwindens von Carole Pappas, der Frau des Chicago Cubs Pitchers Milt Pappas. Sie verschwand am 11. September 1982. Ihre Leiche wurde fünf Jahre später gefunden, und der Tod wurde als Unfall eingestuft.

## Verhaftungen und Urteile
Als Gecht zum ersten Mal verhaftet wurde, musste er freigelassen werden, da die Polizei keine ausreichenden Beweise hatte, um ihn mit den Verbrechen in Verbindung zu bringen. Nach weiteren Ermittlungen stellte die Polizei jedoch fest, dass er 1981 zusammen mit drei Freunden ein Zimmer in einem Motel gemietet hatte – jeder hatte ein Zimmer nebenan. Der Hotelmanager sagte, dass sie laute Partys gefeiert hätten und offenbar in eine Art Sekte verwickelt gewesen seien.
Robin Gecht wurde erstmals am 20. Oktober 1982 verhaftet, nachdem sein Lieferwagen von der Polizei mit dem Angriff auf Beverley Washington am 6. Oktober in Verbindung gebracht worden war. Einige Tage später wurde Gecht gegen Kaution freigelassen. Die Polizei verhaftete Gecht am 5. November erneut und machte anschließend die anderen Männer, Edward Spreitzer und die Brüder Kokoraleis, ausfindig. Gecht wurde später angeklagt und mit einer Kautionssumme von einer Million Dollar in Haft genommen.
Andrew Kokoraleis wurde am 7. November festgenommen, und er und Spreitzer gestanden bis zu 17 Morde. Drei Tage später wurden sie angeklagt und ohne Kaution in Haft genommen.
Thomas Kokoraleis wurde am 12. November festgenommen. Bei seiner Vernehmung gestand er, dass er und die anderen die entführten Frauen zu Gecht mitgenommen hatten – in dessen „satanische Kapelle“, wie Gecht sie nannte. Dort hatten sie die Frauen vergewaltigt und gefoltert und ihnen mit einem Drahtstrang die Brüste abgeschnitten. Kokoraleis fuhr fort, dass sie Teile der abgetrennten Brüste als eine Art Sakrament gegessen hätten und dass Gecht in die Brüste masturbiert habe, bevor er sie in eine Kiste legte. Kokoraleis behauptete, er habe zu einem Zeitpunkt 15 Brüste in der Kiste gesehen.
Gecht, das einzige Mitglied der Bande, das seine Unschuld beteuerte, wurde aufgrund mangelnder Beweise nie wegen eines der Morde vor Gericht gestellt. 1983 wurde er wegen versuchten Mordes, schwerer Entführung, sexueller Nötigung und Vergewaltigung bei der Gewalttat an Beverly Washington verurteilt. Gecht wurde zu 120 Jahren Haft verurteilt. Vor der Urteilsverkündung sagte Richter Francis J. Mahon zu Gecht: „Nur ein Teufel würde solche Dinge tun. Ein Tier würde so etwas nicht tun. Nur ein Monster.“ Er wies darauf hin, dass Gecht Beverly Washington dem Tod überlassen hatte und Glück gehabt habe, nicht wegen Mordes vor Gericht zu stehen. Gecht verbüßt seine Strafe im Danville Correctional Center. Er kann am 10. Oktober 2042 einen Antrag auf Haftentlassung stellen, dann wäre er 88 Jahre alt.
1984 bekannte sich Spreitzer in dem Bestreben, eine mildere Strafe zu erhalten, des Mordes an Shui Mak, Rose Davis, Sandra Delaware und Rafael Tirado sowie des versuchten Mordes, der schweren Entführung, der sexuellen Nötigung und der Vergewaltigung schuldig. Er wurde zu lebenslanger Haft ohne Chance auf Bewährung verurteilt.
1986 wurde Spreitzer wegen Mordes und schwerer Entführung im Zusammenhang mit dem Tod von Linda Sutton verurteilt. Die Staatsanwaltschaft forderte die Todesstrafe. Während der Urteilsverkündung argumentierte Spreitzers Anwältin Carol Anfinson, er sei „unreif, impulsiv und einfältig“ und habe nur den Anweisungen des Bandenchefs Robin Gecht Folge geleistet. Sie beschrieb ihn als einsamen Menschen, der „fast alles tun würde“, um seinem Freund zu gefallen. Die Staatsanwaltschaft bezeichnete Spreitzer als „Albtraum jeder Frau“ und nannte die Gang „feige Wiesel, die in Rudeln umherstreifen, um Frauen zu jagen“. Spreitzer wurde schließlich zum Tode verurteilt.
Im Jahr 2003 wurde Spreitzers Strafe in lebenslange Haft ohne Bewährung umgewandelt, nachdem Gouverneur George H. Ryan die Strafen aller zum Tode Verurteilten in Illinois umgewandelt hatte. Andrew Kokoraleis war übrigens der einzige Häftling, den Gouverneur Ryan während seiner knapp zweimonatigen Amtszeit hinrichten ließ. Andrew war auch der letzte Häftling, der in Illinois hingerichtet wurde, fast zwölf Jahre bevor Gouverneur Pat Quinn am 9. März 2011 ein Gesetz zur Abschaffung der Todesstrafe unterzeichnete und 15 Todesurteile in lebenslange Haftstrafen umwandelte.
1985 wurde Andrew Kokoraleis wegen Mordes, schwerer Entführung und Vergewaltigung im Zusammenhang mit dem Tod von Rose Davis verurteilt. Die Staatsanwaltschaft forderte die Todesstrafe. Während der Urteilsverkündung erklärte Andrews Anwalt, sein Mandant sei „ein Mitläufer gewesen ... kein Organisator, nicht der Haupttäter“ im Mordfall Davis. Nach 90-minütiger Beratung entschied die Jury, Andrews Leben zu verschonen, und er wurde zu lebenslanger Haft ohne Bewährung verurteilt.
Am 18. März 1987 wurde Andrew wegen Mordes und schwerer Entführung im Zusammenhang mit dem Tod von Lorraine Borowski verurteilt. Er wurde am 30. April 1987 zum Tode verurteilt und am 17. März 1999 durch die Giftspritze hingerichtet. Er lehnte eine letzte Mahlzeit ab. Andrews letzte Worte waren: „An die Familie Borowski, ich bedauere Ihren Verlust aufrichtig. Das meine ich ernst.“ Anschließend zitierte er Verse aus der Bibel und fügte hinzu: „Kehrt um, denn das Reich Gottes ist nahe!“
Die Brüder Kokoraleis wurden griechisch-orthodox erzogen. Die orthodoxe Kirche versuchte erfolglos, Andrew Kokoraleis vor der Hinrichtung zu bewahren. Demetrios Kantzavelos, damals Kanzler (später Bischof) der griechisch-orthodoxen Metropolie von Chicago, wurde infolge der Hinrichtung zu einem Aktivisten gegen die Todesstrafe und setzte sich für die Abschaffung der Todesstrafe in dem Bundesstaat ein.
Thomas Kokoraleis wurde wegen Mordes und Vergewaltigung an Lorraine Borowski verurteilt. Als Belohnung für sein detailliertes Geständnis wurde er zu lebenslanger Haft ohne Bewährung verurteilt. In der Berufung wurde Thomas’ Verurteilung wegen Vergewaltigung aufgehoben, und er erhielt einen neuen Prozess wegen Mordes. Anstatt sich einem neuen Prozess zu stellen, bekannte sich Thomas des Mordes an Borowski schuldig und erhielt dafür eine Haftstrafe von 70 Jahren. Die Anklage wegen Mordes an Linda Sutton wurde im Rahmen der Vereinbarung über das Strafmaß fallen gelassen. Kokoraleis sollte am 30. September 2017 auf Bewährung entlassen werden, doch da er keine geeignete Unterkunft finden konnte, wurde ihm die Entlassung verweigert. Er wurde am 29. März 2019 aus der Haft entlassen. In einem Interview mit einem Lokalsender beteuerte Kokoraleis seine Unschuld und sagte: „Alle halten mich für ein Monster. Ich bin kein Monster.“ Im August 2024 lebte Kokoraleis in Peoria, Illinois.
Zum Zeitpunkt seiner Festnahme war Thomas Kokoraleis Maler ohne Vorstrafen. Bei ihm wurde eine verminderte Intelligenz mit einem IQ von 75 festgestellt.

## David Gecht
Robin Gechts Sohn David war einer von Dutzenden Menschen, die aufgrund des Fehlverhaltens des Chicagoer Polizeibeamten Reynaldo Guevara in einem separaten Fall zu Unrecht verurteilt wurden. Das Fehlverhalten umfasste die Erzwingung falscher Geständnisse durch Gewalt und die Erzwingung falscher Identifizierungen durch Zeugen.
Im März 1999 wurde der 18-jährige David Gecht wegen Mordes angeklagt, weil er am 29. Januar 1999 im Nordwesten von Chicago den 35-jährigen Roberto Cruz im Rahmen einer Bandenfehde getötet haben soll. Zwei weitere Männer, der 19-jährige Richard Kwil und der 27-jährige Ruben Hernandez, wurden ebenfalls angeklagt. Gecht wurde wegen Mordes zu 45 Jahren Haft verurteilt.
Am 25. Mai 2022 wurde David Gecht ein neues Verfahren gewährt. Und kurz darauf, am 18. Juli 2022, wurde David Gecht nach 23 Jahren unrechtmäßiger Haft offiziell rehabilitiert. Im März 2023 reichte Gecht eine Bundesklage wegen Verletzung seiner Bürgerrechte gegen die Stadt Chicago, Cook County und Guevara ein und forderte Entschädigung für seine unrechtmäßige Verurteilung. Im Oktober 2024 einigte sich das Cook County in dem Rechtsstreit auf eine Zahlung von 3,1 Millionen Dollar.